# Шарне ле Макон
Шарне ле Макон (фр. Charnay-lès-Mâcon) насеље је и општина у источном делу централне Француске у региону Бургоња, у департману Саона и Лоара која припада префектури Макон.
По подацима из 2011. године у општини је живело 6835 становника, а густина насељености је износила 544,19 становника/km². Општина се простире на површини од 12,56 km². Налази се на средњој надморској висини од 196 метара (максималној 310 m, а минималној 179 m).

## Демографија
| 1962. | 1968. | 1975. | 1982. | 1990. | 1999. | 2011. |
| ----- | ----- | ----- | ----- | ----- | ----- | ----- |
| 3.953 | 4.603 | 5.058 | 5.792 | 6.102 | 6.739 | 6.835 |

График промене броја становника у току последњих година

## Партнерски градови
- Бракенхајм
- Castagnole delle Lanze
- Zbrosławice
- Tarnalelesz